# Fernando Gasparian
Fernando Gasparian (* 27. Januar 1930 in São Paulo; † 7. Oktober 2006 ebenda) war ein brasilianischer Industrieller und Verleger armenischer Herkunft. Er setzte sich als Politiker und in seinen Zeitungen für die Demokratie und gegen die Abhängigkeit seines Landes von ausländischen Investoren ein. 

## Leben
Fernando Gasparian wurde 1930 in eine brasilianisch-armenische Familie in São Paulo geboren, die im Textilgeschäft tätig war.
Nach einem Ingenieurstudium übernahm Gasparian mit seinen Freunden Rubens Paiva (später Bundesabgeordneter; wurde von den Militärs ermordet), Almino Alfonso und Marcos Pereira 1953 die Zeitschrift Jornal de Debates.  Sie verfolgte eine Brasilien-orientierte Linie, die zu hohe Auslandsinvestitionen und die Privatisierung der staatlichen Ölgesellschaft Petrobras ablehnte.
1964 kaufte Gasparian America Textil, ein großes Textilunternehmen in Rio de Janeiro, das in Schwierigkeiten geraten war und durch die Banco do Brasil gestützt wurde. Nach dem durch die USA unterstützten rechten Militärputsch gegen die Zivilregierung von Präsident João Goulart wurde Gasparian als Gründer der Brasilianischen Demokratischen Bewegung zur Zielscheibe der Militärs. Die Finanzierung seiner Unternehmen durch Banken wurde unterbunden. Nach einem weiteren Rechtsruck der Militärregierung 1969 verließ Gasparian Brasilien und fand eine Dozentenstelle am St Antony’s College in Oxford.
1972 kehrte er nach Brasilien zurück und gründete das kritische Magazin Opinião, welches wiederum das Missfallen der Diktatur erregte. Außerdem erwarb er das Verlagshaus Paz e Terra. Mit der Zeit wurde es zu einem Kraftwerk politisch-sozialen Denkens und der Befreiungstheologie. Alceu Amoroso Lima, Celso Furtado, Hélio Jaguaribe, Fernando Henrique Cardoso, Octavio Paz, Torcuato di Tella, Alain Touraine, Brian Van Arkadie, Dudley Seers und Paulo Freire gehören zu den Autoren des Verlages.
1973 kehrte Gasparian für wenige Monate nach Oxford zurück, um daraufhin die monatlichen Cadernos de Opinião zu starten. Die zweite Ausgabe erregte den Unmut der Militärs durch einen Vorlesungstext von Hélder Câmara, den streitbaren Erzbischof von Olinda und Recife. Gasparian wurde vom Militärregime wegen „Gefährdung der nationalen Sicherheit“ angeklagt. Er wurde schließlich freigesprochen. Doch ließen 1976 die Militärs eine Bombe in seinen Verlagsbüros explodieren.
Als die Diktatur einer demokratischen Regierung wich, widmete Gasparian der Politik mehr Zeit. 1985 unterstützte er die Kampagne seines Freundes Fernando Henrique Cardoso zur Wahl zum Bürgermeister von São Paulo. 1986 wurde Gasparian in die verfassungsgebende Versammlung gewählt, wo er bis 1988 wirkte. Er setzte sich dort für eine Höchstgrenze von 12 Prozent für Zinsen auf Bankkredite, für eine finanzielle Unterstützung der Agrarreform, für eine Begrenzung von ausländischen Investitionen im Bergbau und die Abschaffung der Todesstrafe auch in Kriegszeiten ein.
Von 1993 bis 1995 war Gasparian Abgeordneter im Lateinamerikanischen Parlament. Er geriet immer mehr in Konflikt mit Cardoso, nachdem dieser 1995 die Präsidentschaftswahlen gewonnen hatte. Gasparian kritisierte ihn im gleichen Jahr öffentlich für seine übermäßige Abhängigkeit von ausländischen Banken, die durch hohe Zinsen nach Brasilien gelockt wurden.
Gasparian war Vater von drei Söhnen und einer Tochter.